# إبراهيم الأسطل
إبراهيم الأسطل (أبو أمجد؛ 20 يناير 1961 - 23 أكتوبر 2023) هو باحثٌ وأُستاذٌ في مناهج وطرق تدريس الرياضيات، فلسطيني الجنسيَّة. عمل عميدًا لكلية التربيَّة التابعة للجامعة الإسلاميَّة في غزة، ورئيسَ تحرير «مجلة الجامعة الإسلامية للدراسات التربوية والنفسية»، كما نشر عددًا من الأبحاث باللغة العربية والإنجليزية في مجلاتٍ محلية وعالمية.

## سيرته
وُلد إبراهيم حامد حسين الأسطل عام 1961. حصل على درجة الدكتوراه في مناهج وطرق تدريس الرياضيات عام 1996، وعمل بعدها أستاذًا في جامعة العين وجامعة عجمان في الإمارات العربية المتحدة، ثم في للجامعة الإسلاميَّة بغزة. تدرج بالمناصب في كلية التربية التابعة للجامعة الإسلاميَّة في غزة، فكان رئيسًا لقسم المناهج وطرق التدريس (سبتمبر 2011 - أغسطس 2013)، ثم نائبًا للعميد (سبتمبر 2013 - أغسطس 2015)، ثم عميدًا لفرع الجنوب (أغسطس 2015 - أغسطس 2017)، وأخيرًا عميدًا للكلية منذ 1 سبتمبر 2019.
عمل منسقًا لعدة برامج ومشاريع، منها مشروع «تحسين جودة برامج إعداد معلمي التعليم التكنولوجي في جامعات وكليات قطاع غزة»، والذي مولته مؤسسة التنمية الدولية والاتحاد الأوروبي، وكان تحت إشراف صندوق تحسين الجودة في غزة عام 2010. أيضًا برنامج «تحسين تعليم المعلمين» الممول من البنك الدولي ووزارة التربية والتعليم العالي الفلسطينيَّة (2011- 2019). كما كان عضو اللجنة التوجيهية لمشروع «برنامج تطوير تعليم معلمي الرياضيات قبل الخدمة»، بإشراف الجامعة العربية الأمريكية في جنين وبالشراكة مع معهد التعليم، جامعة لندن (2010 - 2012)، وعضو اللجنة التوجيهية لمشروع «تطوير إعداد المعلمين لتعليم الأطفال المبكر والمدارس الابتدائية في فلسطين والنرويج»، بإشراف جامعة جنوب شرق النرويج منذ يناير 2019. يعمل أيضًا استشاريًا للمؤسسة العربية للعلوم والنشر والأبحاث.
نشر في عام 2005 كتابًا بعنوان «مهنة التعليم أدوار المعلمين في مدرسة المستقبل» بالتعاون مع فريال يونس الخالدي عن دار الكتاب الجامعي في الإمارات العربية المتحدة.
اغتيل هو وزوجته وبناته وعدد من أقاربه في 23 أكتوبر 2023 خلال ضربةٍ جوية نفذتها القوات الجوية الإسرائيلية على قطاع غزة، وذلك خلال الرد الإسرائيلي على عملية طوفان الأقصى.

## وصلات خارجيَّة
- منشورات بواسطة إبراهيم الأسطل على ريسيرش غيت